# Nadja Nollau
Nadja Nollau (* 1961 als Nadja Haas) ist eine deutsche Sachbuchautorin aus München. Ihre Schwerpunktthemen sind Ernährung und Gesundheit.
Nadja Nollau studierte zunächst Architektur. Nach dem Diplom wurde sie in der Presse- und Öffentlichkeitsarbeit bei Fernsehsendern tätig. Gleichzeitig wurde sie als freie Journalistin mit den Themen Ernährung und Gesundheit aktiv. Sie veröffentlichte in Magazinen wie Amica, Bunte oder Freundin. Bei ihrer Arbeit lernte sie die Schauspielerin Christine Neubauer kennen, mit dieser schrieb sie den Ratgeber Die Vollweib-Diät und vier Nachfolgebücher.
Sie ist mit dem orthopädischen Chirurgen Dieter Nollau verheiratet.

## Bücher
- 2003: Schöne und gesunde Füße, Knaur (mit Dieter Nollau)
- 2004: Die Vollweib-Diät, Knaur (mit Christine Neubauer)
- 2005: Gesundheits-Check, Gräfe und Unzer
- 2006: Vollweib pur, Knaur (mit Christine Neubauer)
- 2007: Go! Endlich neue Wege gehn, Knaur
- 2008: Stop – Schluss mit Gerümpel, Knaur
- 2009: Feng Shui – Du bist, wie du wohnst, Knaur
- 2012: Herzen im Schleudergang, Langenfeld
- 2014: Das Gourmet Prinzip, Südwest-Verlag (mit Dieter Nollau)
- 2015: Wespentaille trotz Bienenstich, Goldmann Verlag
- 2017: Die 6:1 Diät